# Christian X's Vej
 Ikke at forveksle med Christian X's Allé.
Christian X's Vej er en større byvej i Aarhus og begyndelsen på hovedlandevej 433 der fører mod Hovedgård og Horsens. Christian X's Vej starter fra Skanderborgvej i kvarteret Kongsvang i Viby og bevæger sig gennem bydelene Højbjerg og Slet, inden den ender ved Ellemosevej i sidstnævnte bydel. Herefter hedder vejen Gl. Horsens Landevej.
Vejen er opkaldt efter Kong Christian X., der var regent i Danmark fra 1912-1947.

## Rundkørslen ved Jyllands Allé
Hvor Christian X's Vej møder Jyllands Allé, ligger en rundkørsel. "Lidl-rundkørslen" som den kaldes i folkemunde, regnes som værende farlig for cyklister pga. dårligt udsyn for svingende bilister. Flere ulykker er forekommet på rundstrækningen gennem årene.